# Сан-Мигел-ди-Тайпу
Сан-Мигел-ди-Тайпу (порт. São Miguel de Taipu) — муниципалитет в Бразилии, входит в штат Параиба. Составная часть мезорегиона Зона-да-Мата-Параибана. Входит в экономико-статистический микрорегион Сапе. Население составляет 7131 человек на 2016 год. Занимает площадь 92,526 км². Плотность населения — 72,37 чел./км².

## Статистика
- Валовой внутренний продукт на 2014 год составляет 48 360,00 реалов (данные: Бразильский институт географии и статистики)[1].
- Валовой внутренний продукт на душу населения на 2014 год составляет 6883,04 реалов (данные: Бразильский институт географии и статистики)[1].
- Индекс человеческого развития на 2010 год составляет 0,548 (данные: Программа развития ООН)[2].